# Palais Schönborn (Prag)

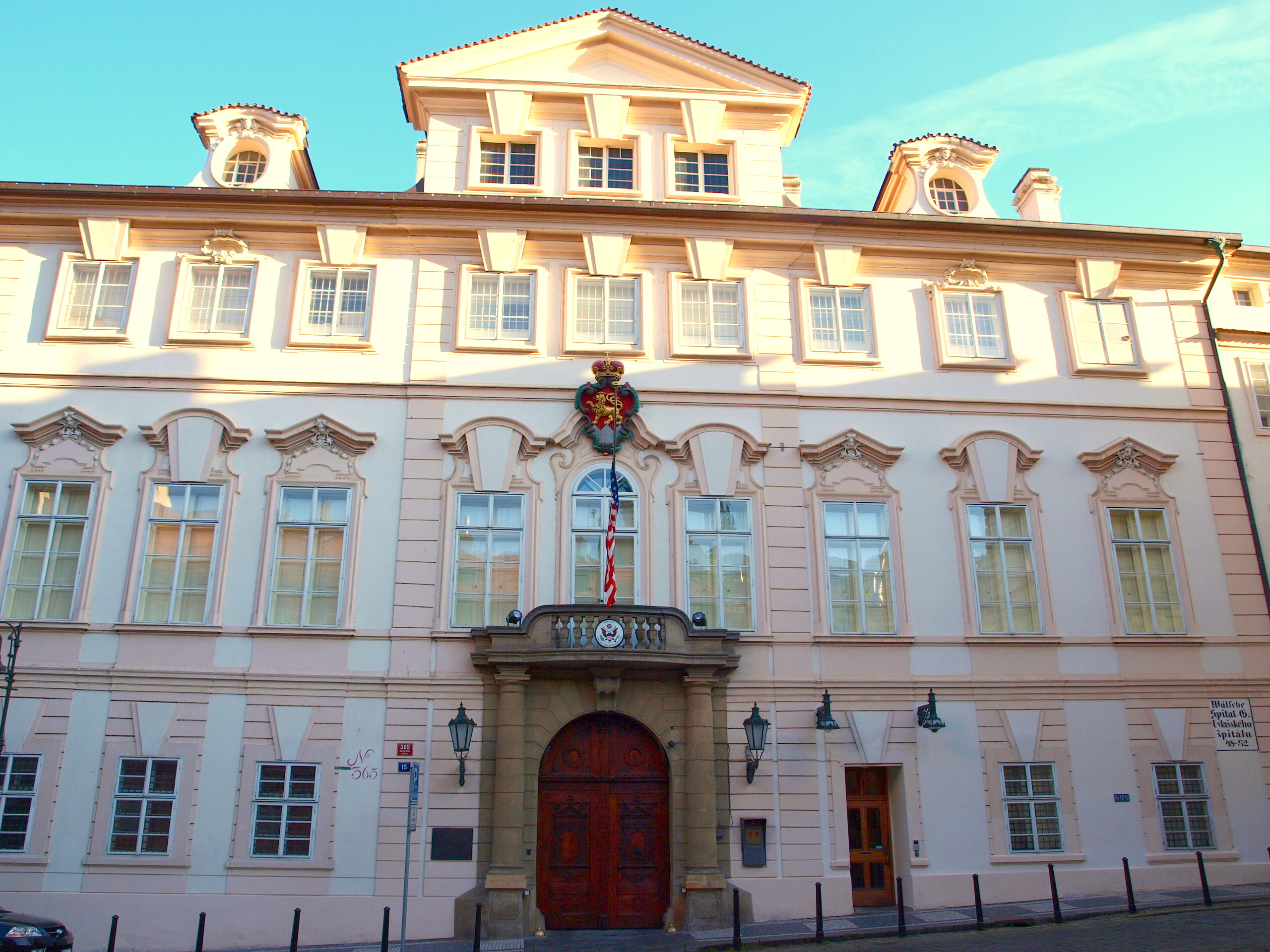
Palais Schönborn

Das Palais Schönborn (tschechisch Schönbornský palác) ist ein repräsentatives Barockpalais auf der Prager Kleinseite und seit 1919 Sitz der Botschaft der USA in der Tschechoslowakei, beziehungsweise Tschechien.

## Geschichte

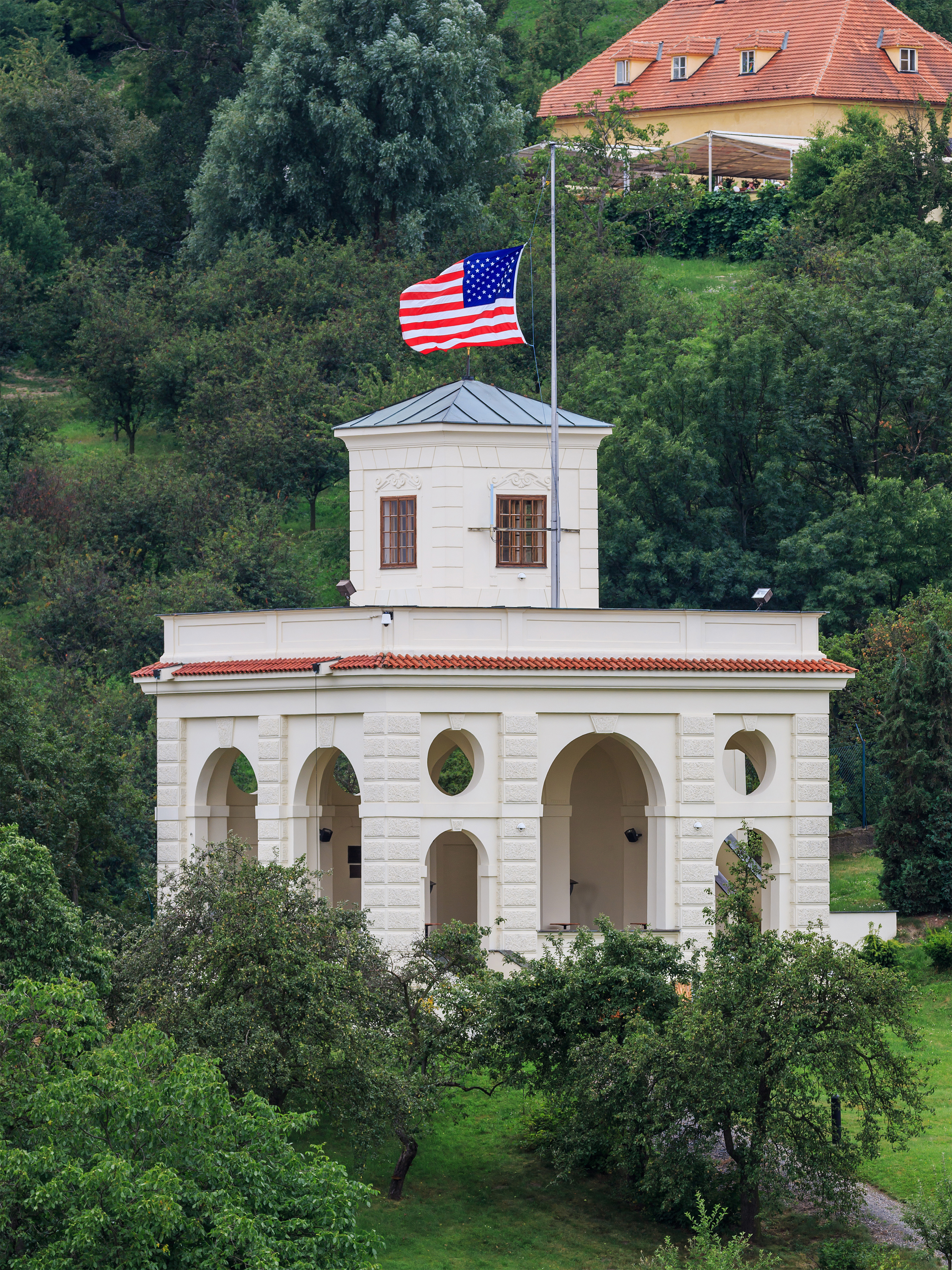
Gartenpavillon

Das Palais Schönborn steht zwischen historischen Bürgerhäusern und wurde 1643–1656 im Auftrag des Rudolf Hieronymus Eusebius von Colloredo-Waldsee, österreichischer Feldmarschall, Gouverneur von Prag und Großprior des Malteserordens, errichtet und erhielt um 1715 ihr hochbarockes Erscheinungsbild nach Plänen von Giovanni Battista Alliprandi und Johann Blasius Santini-Aichl.
Der Palast besteht aus über 100 Räumen in vier Flügeln, die drei Höfe umschließen. Der zentrale Hof wird von zwei gigantischen Atlanten des Bildhauers Matthias Bernard Braun geschmückt. Es blieb lange im Besitz der Familie Colloredo und war berühmt für seinen frühbarocken Garten. Als Erbe ging das Palais unter anderem an das Adelsgeschlecht Hatzfeld und letztlich 1794 an das Adelsgeschlecht Schönborn.
Vom Anfang März bis zum Ende August 1917 wohnte hier Franz Kafka in zwei feuchten und modrigen Zimmern, ohne Küche und mit schlechter Heizung.
1919 verkaufte Graf Karl Johann Schönborn (1890–1952), Großneffe des Prager Kardinals Franziskus Schönborn und Großvater des Wiener Kardinals Christoph Schönborn, das Palais für $117.000 an Richard Teller Crane II. Dieser war von 1919 bis 1921 erster US-Botschafter in der Tschechoslowakei. Richard Teller Crane II verkaufte das Palais 1924 für $125.000 weiter an die Regierung der Vereinigten Staaten. Noch heute ist das Schönborn-Palais Sitz der Botschaft der Vereinigten Staaten in Tschechien, nicht zu verwechseln mit dem Wohnsitz (Residenz) des Botschafters Villa Otto Petschek. Eine Besichtigung des Palais Schönborn ist nicht möglich.